# Brittonastrum
Brittonastrum  é um gênero botânico da família Lamiaceae

## Espécies
Apresenta 19 espécies:
- Brittonastrum aurantiacum
- Brittonastrum barberi
- Brittonastrum betonicoides
- Brittonastrum breviflorum
- Brittonastrum canum
- Brittonastrum coccineum
- Brittonastrum greenei
- Brittonastrum ionocalyx
- Brittonastrum lanceolatum
- Brittonastrum mexicanum
- Brittonastrum micranthum
- Brittonastrum neomexicanum
- Brittonastrum pallidiflorum
- Brittonastrum pallidum
- Brittonastrum palmeri
- Brittonastrum pringlei
- Brittonastrum rupestre
- Brittonastrum triphyllum
- Brittonastrum wrightii